# Yacine Bentaala
Yacine Bentaala (24 de setembro de 1955) é um ex-futebolista argelino. Ele competiu na Copa do Mundo FIFA de 1982, sediada na Espanha, na qual a seleção de seu país terminou na 13º colocação dentre os 24 participantes. Goleiro de agilidade e reflexos, não tinha grande habilidade nas saídas de gol.